# Coup de foudre à Harvest Moon
Coup de foudre à Harvest Moon (Harvest Moon) est un téléfilm canadien réalisé par Peter DeLuise, diffusé en 2015 sur Hallmark Channel.
Il met en vedette les acteurs Jesse Hutch et Jessy Schram.

## Synopsis
Jennifer, riche jeune femme de la ville, apprend qu'elle est ruinée. Tout ce qui lui reste est une ferme qui cultive les citrouilles. Au départ elle pense vendre la ferme, mais elle va apprendre à connaître les fermiers et tomber amoureuse de Brett, fermier veuf. Plus tard elle sauvera la ferme en créant une crème cosmétique à base de citrouille.

## Fiche technique
- Titre original : Harvest Moon
- Titre français : Coup de foudre à Harvest Moon
- Réalisation : Peter DeLuise
- Scénario : Ron Oliver et J. P. Martin
- Direction artistique : Jill Scott et Cherie Kroll
- Décors : Mark Boyko
- Costumes : Allisa Swanson
- Photographie : Mahlon Todd Williams
- Montage : Rick Martin
- Musique : Terry Frewer, Nic TenBroek, Brad Segal et Jenny Meltzer[3]
- Casting : Jackie Lind et Penny Perry
- Production : Harvey Kahn ; Joey Plager (production exécutive)
- Sociétés de production : Front Street Pictures et Moon Road Productions
- Sociétés de distribution : Hallmark Channel
- Pays d'origine :  Canada
- Langue originale : anglais
- Format : couleur - 35 mm - 2,35:1 - son stéréo
- Genre : dramatique, sentimental
- Durée : 84 minutes
- Dates de sortie[4] :
  - États-Unis : 10 octobre 2015 sur Hallmark Channel[2]
  - Canada : 22 octobre 2016 sur Hallmark Channel[5]
  - France : juin 2016 sur HD1 ; 21 octobre 2016 sur TF1[1]

 Sauf indication contraire, les informations mentionnées dans cette section peuvent être confirmées par la base de données cinématographiques IMDb,  présente dans la section « Liens externes ».

## Distribution
- Jesse Hutch (VF : Thomas Roditi) : Brett
- Jessy Schram (VF : Edwige Lemoine) : Jennifer « Jenny »
- Rowen Kahn (VF : Florian Cleret) : Harry
- Barbara Pollard (VF : Françoise Pavy) : Rosie
- Patricia Isaac (VF : Zina Khakhoulia) : Brooke
- Willie Aames (VF : Daniel Lafourcade) : William Stone
- Lynda Boyd (en) (VF : Martine Irzenski) : Lou
- Hrothgar Mathews (VF : Sam Salhi) : Phil
- Lilah Fitzgerald (VF : Eva Saez) : Abby
- Brittney Wilson : Valerie
- Isis Wright (VF : Adeline Forlani) : Hannah
- Tony Alcantar : Howard Gordon
- Jim Shield : Fred Jenkins
- voix françaises additionnelles : Stephan Imparato, Behi Djanati Ataï , Solange Boulanger, Lionel Robert et Vanessa Belloni.
Version française
  - Société de doublage : Nice Fellow
  - Direction artistique : Véronique Picciotto
  - Adaptation des dialogues : Julien Sibre

 Source et légende : version française (VF) sur RS Doublage et selon le carton du doublage français télévisuel.